# Teorie informace
Teorie informace se zabývá měřením, přenosem, kódováním, ukládáním a následným zpracováním informací z kvantitativního hlediska. Americký matematik Claude Shannon představil v roce 1948 svoji práci „A Mathematical Theory of Communication“ (Matematická teorie komunikace) a tím položil základy nové disciplíně na pomezí matematiky a sdělovací techniky – teorii informace, která se uplatňuje od tepelných strojů až po matematickou lingvistiku.

## Historie
Ke změně chápání pojmu informace přispěl R. V. L. Hartley ve své publikaci „Přenos informací“ vydané roku 1928, kde popsal, že odesílatel  zprávy používá soustavu symbolů, ze kterých vytváří posloupnosti. Takové chápání je užitečné s ohledem na jeho všeobecnost – podobná posloupnost může být vytvářena každým náhodným jevem. Koncem 40. let 20. století zobecnili jeho názory a myšlenky na základě matematické statistiky a teorie pravděpodobnosti Claude Shannon, Norbert Wiener a  Ronald Fisher. 
Při zkoumání přenosu informace dospěl Claude Shannon ke vztahu, který byl odvozen rakouským fyzikem koncem 19. století Ludwigem Boltzmannem pro entropii. Shannon měl velmi dobré znalosti z teoretické fyziky a používal termín „funkce neurčitosti“. Pod vlivem rozhovorů s Johnem von Neumannem začal používat termín entropie. Wiener je považován za zakladatele kybernetiky a R. Fisher, který vyslovil jako první myšlenku vztahu pravděpodobnosti a informace, pracoval především v oblasti matematické statistiky. Jejich práce je považována za základ kvantitativní teorie informace. 
Další vědec, anglický psychiatr W. R. Ashby se zasloužil o rozvoj oblasti kybernetiky, byl inovátor studia vědy o komunikacích a automatických řídicích systémech ve strojích i živých věcech. Velkou měrou se zasloužili od roku 1958 o rozvoj teorie informace V. Kotělnikov, A. N. Kolmogorov, A. Chinčin i A. Jaglomov.

## Definice
Cílem byl popis nalezení základních limitů zpracování signálů a komunikačních operací, jako je například komprese dat. Publikované informace byly rozhodující pro úspěch misí Voyager pro zkoumání vesmíru, pro vynález kompaktního disku, či pro proveditelnost mobilních telefonů, rozvoj internetu, studium lingvistiky a lidského vnímání, pochopení černých děr, či pro mnoho dalších oborů.
Teorie informace spojuje aplikovanou matematiku (především teorii pravděpodobnosti, lineární algebru a matematickou statistiku) a elektrotechniku. K jejím nejdůležitějším odvětvím patří teorie přenosu informace. Mezi praktické výsledky teorie informace patří algoritmy bezeztrátové (např. ZIP) a ztrátové komprese (např. MP3), stejně jako využívání pokročilých modulací signálu pro co nejlepší využití kapacity přenosového kanálu (např. u modemů, DSL, WiFi).